# Thiên nhược hữu tình 3
Thiên nhược hữu tình 3 (tiếng Trung: 天若有情III: 烽火佳人, tiếng Anh: A Moment of Romance III) là một bộ phim điện ảnh Hồng Kông thuộc thể loại lãng mạn – chính kịch công chiếu năm 1996 và là phần phim cuối cùng của loạt phim, sau Thiên nhược hữu tình (1990) và Thiên nhược hữu tình 2 (1993). Đỗ Kỳ Phong, người đã từng làm nhà sản xuất cho hai phần phim trước đó, thay thế vị trí đạo diễn mà Trần Mộc Thắng để lại, đồng thời ông cũng tiếp tục sản xuất cho bộ phim. Bộ phim đánh dấu sự trở lại của cặp đôi Lưu Đức Hoa và Ngô Thanh Liên cùng với nam diễn viên mới Phương Trung Tín. Dù là phần phim cuối cùng, tuy nhiên bối cảnh và câu chuyện trong phim cũng hoàn toàn khác mà không có phân cảnh hành động nào được sử dụng trong phim.
Phim chính thức khởi chiếu tại Hồng Kông từ ngày 28 tháng 3 năm 1996. So với hai phần phim trước, phần phim này không được lòng các nhà phê bình và khán giả.

## Diễn viên
- Lưu Đức Hoa trong vai Lưu Thiên Vĩ
- Ngô Thanh Liên trong vai Đinh Tiểu Hòa
- Phương Trung Tín trong vai cơ trưởng

## Nội dung
Lấy bối cảnh vào thời chiến tranh thế giới lần thứ hai đang diễn ra, Lưu Thiên Vĩ, một trung tướng phi công của Không lực hải quân chỉ vì một tai nạn sơ suất dẫn đến máy bay của anh vô tình phi thẳng xuống cánh đồng nơi những người nông dân đang làm việc. Sau sự cố này thì anh đã bị thương và phải chữa trị gấp. Tại đây anh đã gặp Đinh Tiểu Hòa, một cô gái thôn quê ở ngôi làng trên ngọn núi cao, và cũng từ đây mà cả hai đã nảy sinh tình cảm với nhau.
Chỉ có một lá thư trong tay mà Thiên Vĩ để lại, Tiểu Hòa đã hiểu được ý nguyện của anh. Kể từ đây, hành trình tình yêu giữa họ mới thực sự chớm nở: một người vượt biên để tìm mối tình đầu, còn một người vẫn đang thi hành nhiệm vụ kháng chiến chống Nhật. Sau bao nhiêu lần trắc trở, tưởng như Tiểu Hòa không thể gặp lại Thiên Vĩ khi chiếc máy bay của anh bị cháy nổ trong lúc thực hành nhiệm vụ mới. Nhưng không, số phận đã an bài, cả hai cuối cùng cũng đã gặp lại nhau.